# Никольский, Евгений Петрович
Никольский, Евгений Петрович — советский деятель внутренней безопасности, депутат Верховного Совета РСФСР.

## Биография
Родился в 1907 году.
Член ВКП(б) c 1930.
В органах ВЧК−ОГПУ−НКВД с 1927.
В 1936—1939 годах — начальник 9-го отделения УНКВД Московской области, начальник 3-го отделения 4-го отдела УНКВД Московской обл., помощник начальника 4-го отдела УНКВД Московской области, помощник, заместитель начальника УНКВД Алтайского края.
14 мая 1939 года уволен вовсе c исключением с учёта согласно ст. 38 п. «в» Положения. Затем продолжил службу в рядах Красной Армии.
Депутат Верховного Совета РСФСР 1 созыва.
Участник Великой Отечественной войны. Начальник 1-го отделения ОО НКВД 30-й армии, начальник отделения ОКР СМЕРШ 10-й гвардейской армии, начальник отдела УКР СМЕРШ 2-го Прибалтийского фронта.
После войны — на работе в органах госбезопасности.
Умер до 1985 года.

## Звания
- лейтенант государственной безопасности (26.12.1935)
- старший лейтенант государственной безопасности (02.12.1937)
- полковник (24.08.1949; Указ Президиума ВС СССР от 24.08.1949)